# TT231
La tombe thébaine TT 231 est située à Dra Abou el-Naga, dans la nécropole thébaine, sur la rive ouest du Nil, face à Louxor en Égypte.
C'est la sépulture de Nebamon, scribe, compteur de grains dans le grenier des offrandes divines à Amon. Elle date de la XVIIIe dynastie.